# Felsőfüld
Felsőfüld (románul Fildu de Sus) falu Romániában Szilágy megyében.

## Fekvése
Bánffyhunyadtól északra, Ketesd és Váralmás között helyezkedik el, az Almás medencében.

## Nevének említése
Első írásos említese 1415-ből való, 1839 Sibófalva, Fildu-gyin-szusz, 1850-től Felső-Füld, 1863-ban Felső-Fűld, Fildu-gyin-szusz, majd 1920-ban Fildul de sus.

## Lakossága
1880-ban a 635 fős településnek nincs magyar lakosa, a századfordulótól a második világháborúig élnek ugyan magyarok, de 10 fő fölé csak 1941-ben emelkedik számuk. 1992-re a 416 román lakosa mellett, 109 fő cigány. 1880-ban 628 fő görögkatolikus és 7 fő izraelita vallású. Az idők folyamán betelepült csekély számú magyarok római katolikus, izraelita és református vallásúak voltak. 1992-re 525 fős ortodox közössége van.

## Története
A XV. századra megjelennek a román betelepülők. Erre utal egy 1415-ös forrás, ami "Tres pos volahales Harumfyld"-ként említi. Szerepel a juhötveneddel adózók listáján is, ami ugyancsak románok jelenlétére utal.
1435-ben Zsigmond király Sebesvárat, a hozzá tartozó uradalommal együtt a Tomaj nemzetségből származó losonczi Bánffy család tulajdonába adja, így Füld is az 1920-as földreformig kalotaszeg legjelentősebb világi birtokához tartozott.
A falu a trianoni békeszerződésig Kolozs vármegye Bánffyhunyadi járásához tartozott.

## Látnivaló
1727-ben épült görögkatolikus, utóbb ortodox fatemplom melynek sisakja különlegesen magas, szentélyének és hajójának tetőszerkezete nem különíthető el.
Ortodox templom a1936-ban épült.

## Külső hivatkozások
- Képek